# Samsung Electronics
Samsung Electronics (KRX: 005930

KRX: 005935

LSE: SMSN
LSE: SMSD
) er målt på omsætning verdens største selskab inden for elektronik og IT med 188.000 ansatte i 50 lande. Virksomheden er en del af det sydkoreanske Samsungkonglomerat.
Blandt Samsungs produkter er fladskærms-tv, mobiltelefoner, monitorer, harddiske, dvd-afspillere, tv'er, videomaskiner, videokameraer, mikrobølgeovne, hårde hvidevarer og printere.
Virksomheden er nr. 1 i verden indenfor LCD- og LEDskærme, hukommelseschips og mobiltelefoner.
Samsung Electronics er grundlagt i 1969 i Suwon, Sydkorea.
Virksomheden blev for alvor kendt på det internationale marked omkring 1980, hvor mange ny produkter udvikles. Hele vejen gennem 90'erne udvikles virksomheden meget voldsomt, både i verdensomfang og produktsortiment. Desuden åbnedes mange fabrikker rundt i verden i midt 90'erne.

## Kritik
I Sverige har Samsung haft problemer med uoverensstemmelse mellem energimærkningen og det faktiske elforbrug på visse af deres elektronikprodukter. Efter en bøde på 500.000 SEK har Samsung trukket et af sine produkter tilbage fra det svenske marked. Produktet sælges også fejlmærket i Danmark, hvor firmaet er blevet pålagt at trække produktet retur af Energistyrelsen.

## Sportsklubber
Samsung Electronics ejer en række sydkoreanske sportsklubber.
- Suwon Samsung Bluewings (Fodbold)
- Seoul Samsung Thunders (Basketball)
- Samsung Lions (Baseball)
- Samsung KHAN (E-Sports)
- Samsung Electronics Athletic Club
- Samsung Electronics Equestrian Club